# Ajlun
Ajlun est une ville haut-perchée du nord de la Jordanie, située à 41 km au Nord-Ouest de Amman. Elle possède notamment un imposant château du XIIe siècle, partiellement détruit lors d'une incursion mongole. La ville est le siège du gouvernorat d'Ajlun.